# David S. Spear
David S. Spear est un spécialiste de l'histoire ancienne et médiévale.

## Biographie
Il possède un doctorat de l'Université de Californie à Santa Barbara. Il a reçu le William H. Ellison Prize en 1974, délivré par le département Histoire, pour le meilleur article de séminaire de 3e cycle : William Bonne Ame, Archbishop of Rouen (1079-1110) : Medieval Sketch.
Il a publié de nombreux articles concernant le clergé de la cathédrale de Rouen.

## Publications
- « Les Doyens du chapitre cathédral de Rouen durant la période ducale » dans Annales de Normandie, 33e année, no 2, 1983, p. 91-119, lire en ligne;
- « Les Archidiacres de Rouen au cours de la période ducale » dans Annales de Normandie, 34e année, no 1, 1984, p. 15-50, lire en ligne;
- « Les dignitaires de la Cathédrale de Rouen pendant la période ducale » dans Annales de Normandie, 37e année, no 2, 1987, p. 121-147, lire en ligne;
- « Les chanoines de la Cathédrale de Rouen pendant la période ducale » dans Annales de Normandie, 41e année, no 2, 1991, p. 135-175, lire en ligne;
- The personnel of the Norman cathedrals during the ducal period, 911-1204, Londres, Université de Londres, 2006,  (ISBN 978-1-871348-95-8)